# Chris Gbandi
Chris Gbandi (Bong Miles, 7 april 1979) is een Liberiaanse voormalig profvoetballer, die als laatst uitkwam voor het Amerikaanse Miami FC. Zijn vier jaar jongere broer, Sandi, is eveneens profvoetballer.
Gbandi kwam in 2002 bij de club (destijds Dallas Burn), nadat hij opviel door zijn goede spel voor het universiteitsteam van de universiteit van Connecticut. In zijn eerste seizoen speelde Gbandi echter geen wedstrijd, vanwege een blessure aan zijn kruisbanden.
Op 8 februari 2008 vertrok Gbandi naar FK Haugesund. Twee jaar later, in 2010 ging hij terug naar de VS waar hij tekende voor Miami FC.

## Erelijst
FK Haugesund
- 1. divisjon

2009